# Faxinal
Faxinal é um município brasileiro do estado do Paraná.

## História
A colonização da região de Faxinal é relativamente recente, embora existam indícios históricos de ocupação jesuítica às margens do rio Ivaí. Porém apenas no século XX, após a década de trinta, é que a concessão de terras pelo governo do estado a uma colonizadora inglesa, propiciou a ocupação do território.
Cidade pequena e pacata, a principal fonte de renda da população se encontra na agricultura e no comércio de varejo. Sua economia está em pleno desenvolvimento e expansão e com a chegada de novas indústrias no ramo agrícola o município teve uma boa elevação no número de vagas de trabalho no mercado, e a cada dia vem se firmando como Capital do Tomate, devido ao número crescente de estufas deste fruto, que está levantando a economia da cidade.
Criado através da Lei Estadual n° 790, de 14 de novembro de 1951, foi instalado em 14 de dezembro do mesmo ano, sendo desmembrado de Apucarana.

## Geografia
Possui uma área é de 715,943 km² representando 0,3592 % do estado, 0,127 % da região e 0,0084 % de todo o território brasileiro. Localiza-se a uma latitude de 23°59'06" a 24º00'26 sul e a uma longitude 51°19'12" oeste. Sua população estimada em 2010 era de 16.314 habitantes.[carece de fontes?]
No solo predomina-se a Terra Roxa (ótima para a agricultura), sendo sua topografia: 70% plana, 20% ondulada e 10% acidentada e seu ponto mais alto é a Serra do Marumbi, com 820 metros. Também possui os latossolos de ótima permeabilidade que segue altitudes de 900 a 1.000 metros de altitude na região de Faxinalzinho e bairro Papuã.[carece de fontes?]
O clima é subtropical úmido, com tendência de concentração das chuvas de verão acima do paralelo 24º Sul, sem estação seca definida. A média anual é de 18 °C, sendo a média anual das máximas de 25 °C  e média anual das mínimas de 12 °C.
O abastecimento de água é realizado pela Sanepar através de captação no Rio São Pedro.

### Demografia
Dados do Censo - 2010
População Total: 16.314
- Homens: 8.025
- Mulheres: 8.289

Índice de Desenvolvimento Humano (IDH-M): 0,732
- IDH-M Renda: 0,672
- IDH-M Longevidade: 0,718
- IDH-M Educação: 0,806

## Rodovias
- BR-272
- PR-461

## Administração
- Prefeito Hermes Santa Rosa (2025/2028)
- Vice-prefeito: Rubens Kaplun (2025/2028)
- Presidente da câmara: Fernandinho (2025/2028)

## Turismo
A geografia acidentada da região impulsiona o turismo local, pois Faxinal possui mais de 70 cachoeiras catalogadas, o que propicia uma movimentação de visitantes ao longo do ano. São turistas que buscam o simples prazer e descanso das paisagens ou aqueles que procuram aventura em escaladas e rapel nas diversas quedas d'água.

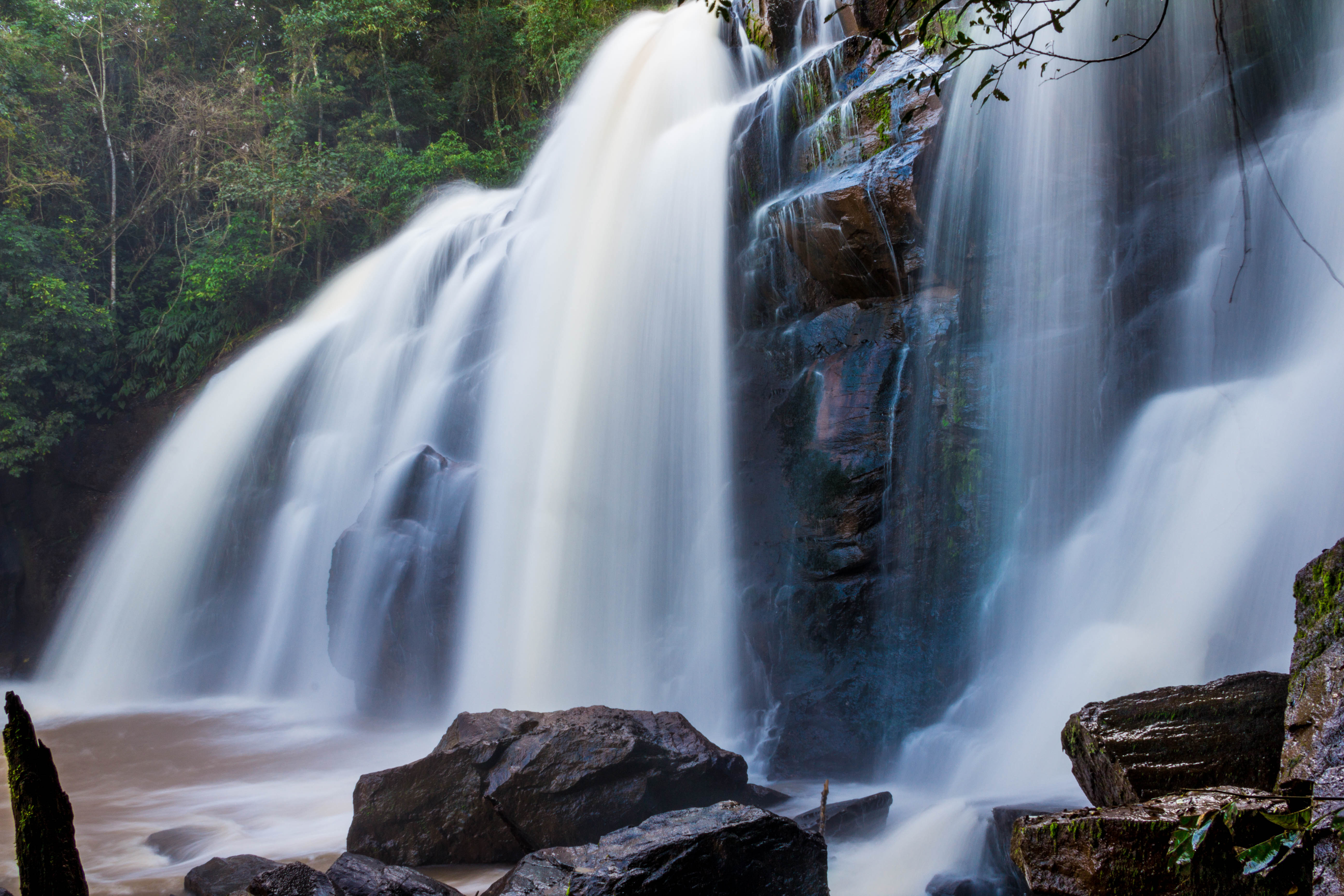
Cachoeira das Bromélias
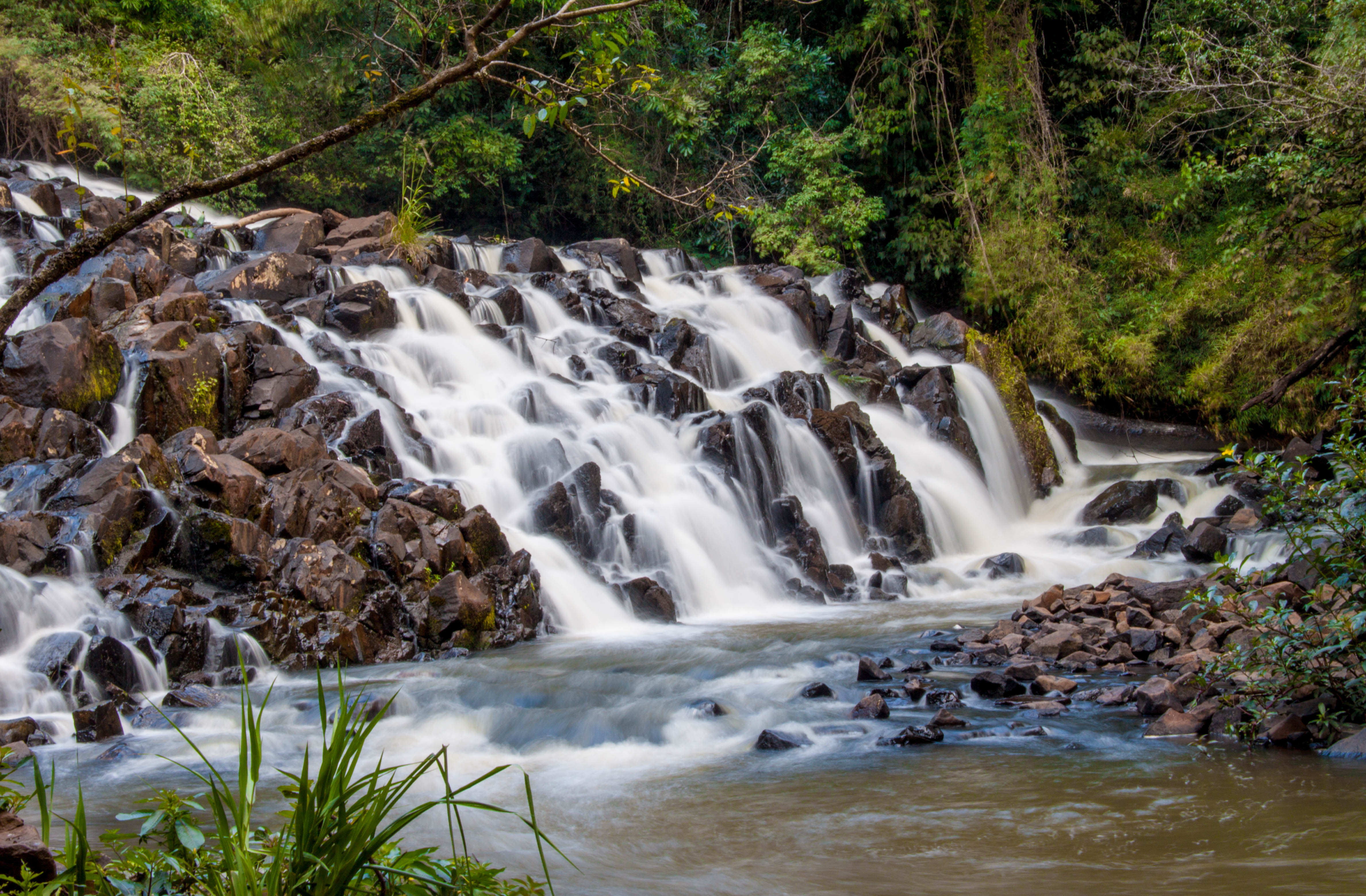
Cachoeira Chicão